# Mary Andross
Mary Andross (1893-1968) fue una química de los alimentos escocesa. Fue una de las principales precursoras de la dietética.

## Biografía

### Primeros años
Andross nació el 15 de marzo de 1893 en Irvine, en Escocia. Su padre, Henry Andross, trabajó de cajero. Construyó una vivienda para su familia en Bank Street en 1901, donde Mary vivió la mayor parte de su vida.
Andross era una niña atlética, pero un accidente de circulación le hizo perder buena parte de la movilidad de sus piernas. Sin embargo, siguió viviendo una vida activa y cultivó la afición por la pesca en la isla de Harris.

### Trayectoria académica
Andross se matriculó en la Universidad de Glasgow en 1912. Estudió varias asignaturas científicas tales como anatomía, química orgánica, zoología, filosofía natural y fisiología. Se graduó en 1916 con un Bachelor of Science en Ciencia e Ingeniería.
Después de graduarse, realizó estudios de posgrado en la Escuela Técnica y posteriormente en la Universidad de Glasgow. Impartió clases en la Real Academia de Irvine entre 1916 y 1917 y trabajó en gases venenosos en el Departamento de Inspección del Ministerio de Municiones entre 1917 y 1919. Luego volvió a la Universidad de Glasgow para trabajar como asistente química hasta 1912.
Acabó dirigiendo el Departamento de Ciencias de la Escuela de Ciencia Nacional de Glasgow y el Oeste de Escocia, donde permaneció durante 40 años hasta que se jubiló en 1965.
Andross fue una fellow del Real Instituto de Química en 1951, del Instituto de Ciencia y Tecnología de los Alimentos en 1964, y miembro de la Sociedad de la Nutrición y de la Sociedad de Industria Química.

### Contribuciones científicas
Durante la Segunda Guerra Mundial, Andross hizo tres contribuciones relevantes a las ciencias dietéticas:
1. Investigó las fuentes de vitamina C, en particular los escaramujos. También elaboró recetas que se pudieran preparar con facilidad en casa para fomentar una mayor ingesta de vitamina C entre el gran público.
2. Ayudó a organizar una cantina para militares de servicio en la estación de St. Enoch.
3. Promovió la conservación de frutas y verduras y contribuyó a crear un servicio que proporcionara alimentos en conserva al gran público. Ella misma enlató, embotelló y escabechó alimentos, y dirigió a un equipo que empleó su tiempo de descanso vacacional para distribuir alimentos a las áreas rurales.[1]

### Muerte
Andross murió el 22 de febrero de 1968.